# Hans Bodo Hirschleber
Hans Bodo Hirschleber (* 27. Februar 1934 in Jena; † 22. Mai 2020) war ein deutscher Geophysiker.

## Leben
Hans Bodo Hirschleber studierte Geophysik an der TU Clausthal. Er war Akademischer Rat an der Universität Hamburg, wo er 1975 promovierte. 1984 wurde er in Hamburg zum Professor ernannt und leitete bis zum Ruhestand 1996 die Abteilung Reflexionsseismik.

## Schriften (Auswahl)
- Synthese der seismischen Krustenuntersuchungen in Jütland und den angrenzenden Gebieten. Hamburg 1975, OCLC 636501096.
- Forschungsschiff METEOR, Reise 7. Vom 1. Juni bis 28. September 1988. Berichte der Fahrtleiter. Kiel 1988, OCLC 75238654.